# Mosca (pelo facial)

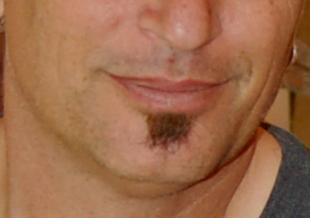
Soul patch de Howie Mandel

O soul patch ou mosca é um estilo de cabelo facial em que o cabelo é encontrado apenas abaixo do lábio inferior e acima do queixo.
Os soul patchs estiveram na moda na Europa em várias épocas no passado, por exemplo na Holanda do século XVII (embora o termo "soul patch" em si seja mais recente). Um exemplo pode ser visto no Retrato de um Homem com Chapéu de Abas Largas, de Frans Hals.
Os soul patchs ganharam destaque nas décadas de 1950 e 1960, como um estilo de pelo facial comum entre homens afro-americanos, principalmente músicos de jazz. Frank Zappa é um artista conhecido que ostentou um desde o início dos anos 60. Tornou-se popular entre beatniks, artistas e aqueles que frequentavam a cena do jazz e se moviam em círculos literários e artísticos. Flautistas de jazz que não gostavam da sensação do bocal da flauta em um lábio inferior recém-barbeado podiam usar um soul patch. Por outro lado, trompetistas de jazz preferiam o cavanhaque pelo conforto que ele proporcionava ao usar um bocal de trompete.
O soul patch viu um reconhecimento revigorado no início dos anos 1990, quando o personagem de Luke Perry, Oliver Pike, de Buffy - A Caça-Vampiros, usou um soul patch. Alguns atletas proeminentes adotaram soul patchs, como Mike Piazza e Apolo Ohno. O estilo de pelo facial também ganhou destaque nas cenas de mall goth e nu-metal por volta do final dos anos 1990 e início dos anos 2000.
No Sri Lanka, é conhecido como Kandy Patch / Kandy Shadow / Kandy Point. 

## Usuários famosos

### Empresários
- Ted Yost
- Adam McClellan

### Músicos, atores e personagem da televisão
- Gregg Allmjan
- Jack Black
- Billy Ray Cyrus
- Aamir Khan (Bollywood)
- Geddy Lee
- Howie Mandel
- Ty Pennington
- Trent Reznor
- Bruce Springsteen
- Eddie Vedder
- Stevie Wonder
- Craig Mabbitt
- Rodrigo José

### Músicos falecidos
- Ray Charles
- Dizzy Gillespie
- Stevie Ray Vaughan
- Frank Zappa

### Atletas
- Fernando Alonso
- Phil Jackson
- David Villa